# 花 (藤井風の曲)
「花」（はな、英語: Hana (flower)）は、日本のシンガーソングライター・藤井風の楽曲。2023年10月13日にHEHN RECORDS / ユニバーサルミュージックより配信限定でリリースされた。

## 概要
10月10日、新曲「花」が、2023年10月12日より放送開始されたテレビドラマ『いちばんすきな花』主題歌に決定し、ドラマの第1話放送後の10月13日、配信シングルとしてリリースされることが発表された。ドラマ第4話放送後の11月3日には、配信限定EP『花 EP』がサプライズリリースされた。

本楽曲の起用にあたって、藤井は以下のようにコメントしている。
この物語の主人公達は、人生の色んな答えを探している気がしました。
彼らに自分を重ねることのできる人はとても多いと思うし、僕も勝手に彼らの仲間になったつもりで、一緒に答えを探しにいこうと思いました。そしたら今までにないほど、真っ直ぐでピュアな曲へと導いてもらえたような気がします。貴重な機会に心から感謝しています。

どんな物語が待っているのか、彼らは何を見つけるのか、いち視聴者として、そして密かに仲間として、とても楽しみにしています。
2025年9月5日にリリース予定の3rdアルバム『Prema』初回盤に付属する、前作『LOVE ALL SERVE ALL』以降にリリースされた楽曲を収めた特典ディスク『Pre: Prema』に、本楽曲が収録され、フィジカルリリースされる。

## 楽曲制作
本楽曲は、2023年6月から7月にかけて開催されたアジアツアー「Fujii Kaze and the piano Asia Tour 2023」の移動中、ドラマの台本を読みながら、マレーシア行きの飛行機の中でメロディーを、帰りの飛行機の中で歌詞を制作した。楽器は一切使うことなく、ボールペンのノック音でリズムをとりながら制作を進めたという。
また、本楽曲は、プロデューサーとしてA・G・クックが参加している。2022年4月、藤井はA・G・クックとの交流の様子をInstagramに投稿していた。

## 花 EP
ドラマ第4話放送後の11月3日、サプライズリリースされた配信限定EP。表題曲「花」のほか、楽曲のインスト音源、デモ音源、また、ドラマで複数回エンディングテーマとして使用されたピアノの弾き語りが、バラードバージョンとして収録されている。

### 収録内容
| #         | タイトル              | 作詞  | 作曲・編曲 | 時間 |
| --------- | --------------------- | ----- | ---------- | ---- |
| 1.        | 「花」                |       |            | 4:07 |
| 2.        | 「花 (Instrumental)」 |       |            | 4:07 |
| 3.        | 「花 (Ballad)」       |       |            | 4:08 |
| 4.        | 「花 (demo)」         |       |            | 4:08 |
| 合計時間: | 合計時間:             | 16:30 |            |      |

## ミュージックビデオ
2023年11月24日21時、ミュージックビデオが、公式YouTubeチャンネルにてプレミア公開された。11月19日オンエアのFM802『OSAKAN HOT 100』で1位となった際のリモートインタビューにおいて、本楽曲のミュージックビデオの撮影で「地球のどこかのとある場所」に来ていることを明かした。藤井は、本楽曲のミュージックビデオの撮影のために、自動車の運転免許を取得したという。監督は「まつり」「Workin' Hard」などのミュージックビデオを手掛けたMESSが務めた。